# Cladiella
Cladiella är ett släkte av koralldjur. Cladiella ingår i familjen läderkoraller.

## Bildgalleri

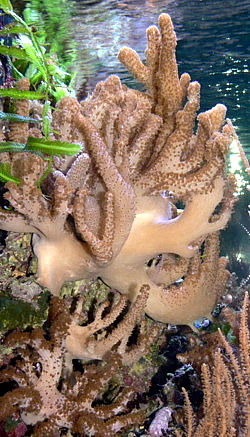
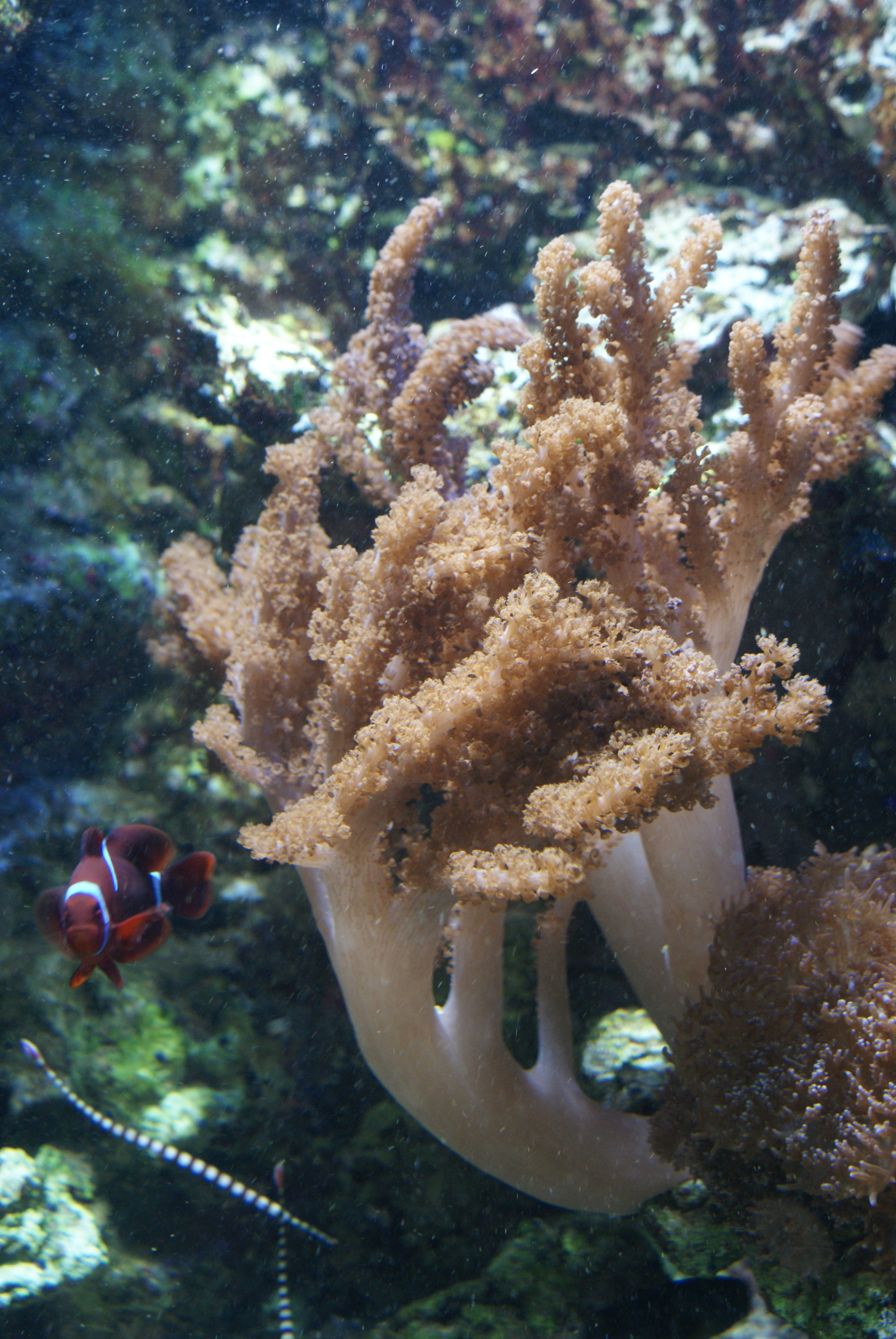

## Dottertaxa tillCladiella, i alfabetisk ordning[1]
- Cladiella arborea
- Cladiella arbusculoides
- Cladiella aspera
- Cladiella australis
- Cladiella bottai
- Cladiella brachyclados
- Cladiella ceylonica
- Cladiella conifera
- Cladiella crassa
- Cladiella daphnae
- Cladiella densa
- Cladiella devaneyi
- Cladiella digitulatum
- Cladiella dollfusi
- Cladiella echinata
- Cladiella elegantissima
- Cladiella elongata
- Cladiella exigua
- Cladiella foliacea
- Cladiella germaini
- Cladiella globulifera
- Cladiella globuliferoides
- Cladiella gracilis
- Cladiella hicksoni
- Cladiella hirsuta
- Cladiella humesi
- Cladiella irregularis
- Cladiella kashmani
- Cladiella klunzingeri
- Cladiella krempfi
- Cladiella kukenthali
- Cladiella laciniosa
- Cladiella latissima
- Cladiella letourneuxi
- Cladiella lineata
- Cladiella madagascarensis
- Cladiella michelini
- Cladiella minuta
- Cladiella multiloba
- Cladiella pachyclados
- Cladiella papillosa
- Cladiella pauciflora
- Cladiella prattae
- Cladiella pulchra
- Cladiella ramosa
- Cladiella rotundata
- Cladiella scabra
- Cladiella similis
- Cladiella sphaerophora
- Cladiella steineri
- Cladiella studeri
- Cladiella subtilis
- Cladiella suezensis
- Cladiella tenuis
- Cladiella thomsoni
- Cladiella tualerensis
- Cladiella tuberculoides
- Cladiella tuberculosa
- Cladiella tuberosa
- Cladiella variabilis